# 熱血!テレビ番長
『熱血!テレビ番長』（ねっけつ テレビばんちょう）は2011年1月11日から同年3月15日まで、毎週火曜日の23:55 - 翌0:55（JST）に毎日放送テレビ（MBSテレビ）で放送されていたバラエティ番組のレーベル。

## 概要
毎日放送の若手ディレクター、森貴洋・京原雄介・赤澤友基・山内健太郎がそれぞれ企画した4つの番組を週替わりで放送。オープニングタイトル・エンディングのナレーションは土屋アンナ。
放送された番組の中から、『旅は道ヅレ ある日、突然、芸人と』が『旅は道ヅレ』のタイトルで、当番組の後番組として2011年4月から9月までレギュラー放送された。

## 放送番組

### ニッポンの明るい悩み相談室→ハレルヤロダン
2011年1月18日・2月15日放送。
日本全国の相談者が抱えている、さまざまな明るい悩みベスト10に対し、相談者が納得のいく解決法が見つかるまで、パネリストたちが解決案を模索しながら悩みに答えていく。なお、第1回の番組タイトルは『ニッポンの明るい悩み相談室』だったが、第2回では『ハレルヤロダン』に改められた。

#### 出演
- 司会
  - 浅越ゴエ（ザ・プラン9、第1回）
  - 前田阿希子（毎日放送アナウンサー、第1回）
  - なるみ（第2回）
- お悩み請負人
  - 浅越ゴエ（ザ・プラン9、第2回）
- パネリスト
  - 博多華丸・大吉（第1回）
  - アジアン（第1回）
  - シャンプーハット（第1回）
  - 矢野・兵動（第1回）
  - 海原やすよ・ともこ（第2回）
  - 千鳥（第2回）
  - ピース（第2回）
  - 銀シャリ（第2回）
- ナレーション - 羽野晶紀、上田崇順（毎日放送アナウンサー、第1回）、田丸一男（毎日放送アナウンサー、第2回）

#### スタッフ
- 構成：八木晴彦
- TD/SW：露口三郎
- VE：藤野毅（第1回）、寺田光宏（第2回）
- CAM：桂将太（第1回）、高石和隆（第2回）
- LD：佐藤真史
- AUD：大谷紗代
- TK：浜川鮎美
- 美術：中西勇二
- EED：大塚直哉、三木嘉彦
- キャラクターデザイン：坂本渉太（第1回はタイトルCG）
- タイトル：宮本由紀子
- VTR編集：中澤丈、能宮幸恵（第2回）
- MA：山本大輔
- 編成：田中将徳・川原秋呼（毎日放送）
- 宣伝：渡邉優子（毎日放送）
- 協力：アーチェリープロ、放送映画、関西東通、SAプロ、戯音工房、SpEED、トラッド、グリーンアート、高津商会、新光企画、三恵美術商会、デジタルカラー、MORE、MBS企画、Devotion、Jワークス、ドゥエンタープライズ、オフィス自由本舗、ワイドスタッフ（第1回）、トラッシュ（第2回）
- リサーチ：山本らん、辻尾千暁
- AD：原田祐一郎、岡田清香
- ディレクター：赤澤友基、松本武史、谷垣和歌子、藤内良宣、前田大助（第1回）、西谷好弘（第1回）、小林雄志（第2回）
- AP：反橋たかみ（ドゥエンタープライズ）、伊藤朋子（よしもとクリエイティブ・エージェンシー、第2回）
- プロデューサー：長富剛（毎日放送）、田尻麻衣（よしもとクリエイティブ・エージェンシー）
- 制作：浜田尊弘
- 制作協力：吉本興業
- 製作：毎日放送

### おしゃべり深夜特急 徹夜で朝ごはんを食べよう!
2011年1月25日・2月22日放送。
芸人たちが寝台特急に乗り、翌朝まで眠らずにトークを続けながら、究極の朝ごはんを目指して旅をする。ただし番組の9割は寝台車でのトークで、朝ごはんの実食はラスト数分という構成となっている。
毎日放送では、2011年2月13日深夜（14日0:50～）に第1回、2011年4月17日深夜（18日1:05～）に第2回を再放送した。
なお、番組タイトルには『深夜特急』とあるが、この第1回で乗車したのは急行「きたぐに」、第2回に登場した臨時列車「ゲレンデ蔵王」も団体専用の快速普通列車である。

#### 出演
- ジャルジャル
- 哲夫（笑い飯、第1回）
- 田村裕（麒麟、第1回）
- 博多華丸・大吉（第1回）
- 宇都宮まき（第1回）
- 矢野勝也（矢野・兵動、第2回）
- てつじ（シャンプーハット、第2回）
- ヤナギブソン（ザ・プラン9、第2回）
- 川島明（麒麟、第2回）
- 小泉エリ（第2回）
- ナレーション - 松本麻衣子（毎日放送アナウンサー）

#### 放送リスト
| 各話  | 放送日        | 乗車した寝台特急 | 乗車区間          | 朝ごはん                                |
| ----- | ------------- | ---------------- | ----------------- | --------------------------------------- |
| 第1回 | 2011年1月25日 | 急行きたぐに     | 大阪駅 - 富山駅   | かぶす汁定食 （氷見魚市場食堂「海寶」） |
| 第2回 | 2011年2月22日 | ゲレンデ蔵王     | 新宿駅 - 二本松駅 | 肉そば （坂内食堂）                     |

#### スタッフ
- 構成：小林仁、武輪真人
- TD：高石和隆
- CAM：神高慎一
- VE：寺田光宏
- CA：山添賢（第1回）、長濱達也（第2回）
- AUD：海老里美、稲垣雄二
- LD：中村茂行、亀井純一郎
- MA：川原夕子（第1回）、外島真由美（第2回）
- 音効：磯部光（第2回）
- EED：寺下智、北村真智子、岩本和也
- 美術：松尾光生
- タイトル：松浦次郎
- CG：紀野伸子、村田英樹
- 編成：田中将徳・川原秋呼（毎日放送）
- 宣伝：北野敦則（第2回）
- 協力：西日本旅客鉄道株式会社（第1回）、氷見漁業協同組合（第1回）、氷見魚市場食堂 海寶（第1回）、東日本旅客鉄道株式会社（第2回）、坂内食堂（第2回）、アスカプロダクション、アーチェリープロ、関西東通、戯音工房（第1回）、音選屋（第2回）、SAプロ、光学堂（第1回）、デラックスキッズ、MBS企画
- AD：日下部拓哉（第2回）
- ディレクター：石田耕平、北山和歌子、菱田忠、松戸みゆ（第1回）、平山崇（第2回）
- 演出：森貴洋
- AP：反橋たかみ（ドゥエンタープライズ）
- プロデューサー：長富剛（毎日放送）、松永容樹・田尻麻衣・伊藤朋子（よしもとクリエイティブ・エージェンシー）
- 制作：浜田尊弘
- 制作協力：吉本興業
- 製作：毎日放送

### 15だった夜 A NIGHT I WAS FIFTEEN
2011年2月1日・3月1日放送。
視聴者から寄せられた、今だから言える15歳の時のエピソードを基にトークを繰り広げながら、15歳の頃を振り返る。第1回は「今だから言える15歳の時の恥ずかしい話」をテーマに、関西一アホな元15歳決定戦を開催。第2回は「今だから言える15歳の時の恥ずかしい話」に加え、「15歳の頃の自分への忠告」をテーマとした。

#### 出演
- 河本準一（次長課長）
- シャンプーハット
- 千鳥
- 海原やすよ・ともこ（第2回）
- 吉竹史（毎日放送アナウンサー）
- ナレーション - 三嶋真路、松尾明子

#### スタッフ
- 構成：八木晴彦、寺前富雄、城田和哉
- TD/SW：露口三郎（第1回）、高石和隆（第2回）
- VE：寺田光宏
- CAM：高石和隆（第1回）、秋政菜名子（第2回）
- MIX：中越真司
- LD：吉田和之
- TK：浜川鮎美（第1回）、福島陽子（第2回）
- 美術：中西勇二
- タイトル：清水千晶
- CG：紀野伸子、村田英樹
- イラスト：川崎あっこ（第2回）
- EED：佐藤雅哉、中西章史、早川徹哉（第2回）、工藤大輔（第2回）
- 音効/MA：山本大輔
- 編成：田中将徳・川原秋呼（毎日放送）
- 宣伝：渡邉優子（毎日放送）
- WEB：荒木崇
- 美術協力：グリーンアート、新光企画、高津商会、MORE、京阪商会、三恵美術商会、デジタルカラー、ステッププラン、インターナショナルクリエイティブ、MBS企画、東京衣装（第2回）
- 協力：サウンドエースプロダクション、アーチェリープロダクション、関西東通、戯音工房、C-BOX、すきな、ウエスト、ドゥエンタープライズ、放送映画製作所（第2回）、イングス（第2回）、SpEED（第2回）
- ディレクター：小林雄志、石田尚生、吉田昌平
- 演出：山内健太郎
- AP：反橋たかみ（ドゥエンタープライズ）
- プロデューサー：長富剛（毎日放送）、松永容樹・高山雄次郎（よしもとクリエイティブ・エージェンシー）
- 制作：浜田尊弘
- 制作協力：吉本興業
- 製作：毎日放送

## ネット局
| 放送対象地域 | 放送局                      | 系列    | 放送日時                     | 備考     |
| ------------ | --------------------------- | ------- | ---------------------------- | -------- |
| 近畿広域圏   | 毎日放送テレビ（MBSテレビ） | TBS系列 | 火曜 23:55 - 翌0:55          | 制作局   |
| 新潟県       | 新潟放送（BSN）             | TBS系列 | 火曜 0:45 - 1:45（月曜深夜） | 20日遅れ |

- 新潟放送は2011年2月14日、23:50 - 翌1:50に2本分放送。

単発・不定期放送
- あいテレビ（ITV） - 2011年2月7日 23:50 - 翌0:50（同年1月25日放送分）